# Karo Parisian
Karapet "Karo" Parisian (armeniska: အအԿարապետ Փարիզյան), född 28 augusti 1982 i Jerevan, Armenien, är en MMA-utövare som tävlat i Bellator,  UFC och har varit welterviktsmästare i WEC. Han är även en framgångsrik judoka som vunnit de nationella mästerskapen fyra gånger. Han har vunnit silvermedalj vid Pan American Junior Games.
Han är kusin med Manvel Gamburjan som även han är en internationellt framgångsrik MMA-utövare. 
Parisian har även skapat en egen strypteknik som kallas "Armenian Necktie". Ett grepp som kom till honom när han rullade med en 1,93 m, 110 kg tung, träningspartner och Parisian hade denne i side control.